# Margaret Heckler
Margaret Mary Heckler, née O'Shaughnessy le 21 juin 1931 à Flushing (New York) et morte le 6 août 2018 à Arlington en Virginie, est une femme politique américaine.
Membre du Parti républicain, elle est représentante du Massachusetts entre 1967 à 1981, secrétaire à la Santé et aux Services sociaux entre 1983 et 1985 dans l'administration du président Ronald Reagan puis ambassadrice des États-Unis en Irlande entre 1985 et 1989.